# William Butler Yeats
Pour les articles homonymes, voir Yeats.
Compléments
William Butler Yeats (prononcer /ˈjeɪts/) est un poète et dramaturge irlandais, né le 13 juin 1865 à Sandymount (comté de Dublin du Royaume-Uni de Grande-Bretagne et d'Irlande, puis d'Irlande à partir de 1922) et mort le 28 janvier 1939 à Roquebrune-Cap-Martin (Alpes-Maritimes, France),.
Fils du peintre John Butler Yeats, il est l'un des instigateurs du renouveau de la littérature irlandaise et cofondateur, avec Lady Gregory, de l'Abbey Theatre en 1904 à Dublin. Il reçoit le prix Nobel de littérature en 1923. Yeats fut aussi un sénateur de l'État libre d'Irlande (Seanad Éireann) pendant deux mandats.
Ses premières œuvres aspiraient à une richesse romantique, ce que retrace son recueil publié en 1893 Crépuscule celtique, mais la quarantaine venant, inspiré par sa relation avec les poètes modernistes comme Ezra Pound et en lien avec son implication dans le nationalisme irlandais, il évolua vers un style moderne sans concession. Vers la fin de sa vie, il se tourne vers le langage de l'ordinaire, contre un certain élitisme contemporain, cherchant une écriture poétique qui soit « aussi directe et naturelle que la conversation ».

## Biographie

### Jeunesse
William Butler Yeats naît dans une famille protestante d'ascendance anglo-irlandaise. Il est le fils aîné de John Butler Yeats (1839–1922), alors avocat, et de Susan Mary, née Pollexfen (1841–1900), originaire du comté de Sligo. Quand Yeats a deux ans, sa famille s'installe à Londres, pour permettre à son père John de poursuivre sa carrière de peintre. Les enfants Yeats sont éduqués à la maison. Leur mère, nostalgique de Sligo, leur racontait des histoires et des contes de son comté d'origine, où la fratrie séjourne souvent, dans la famille maternelle.
En 1877, il entre à la Godolphin School, à Hammersmith pour quatre ans et n'y brille pas particulièrement. C'est là que s'éveille son nationalisme irlandais. Pour des raisons financières, la famille retourne à Dublin vers la fin des années 1880, d'abord dans le centre de la ville puis dans la banlieue de Howth.
En octobre 1881, Yeats intègre la Erasmus Smith High School de Dublin. L'atelier de son père est situé non loin et il passe une grande partie de son temps à fréquenter de nombreux artistes et écrivains de la ville. Il reste dans cette école jusqu'en décembre 1883.

### Les influences du jeune poète
C'est pendant cette période qu'il commence à écrire des poèmes et, en 1885, ses premiers poèmes, ainsi qu'un essai titré La poésie de Sir Samuel Ferguson, sont publiés dans la Dublin University Review. De 1883 à 1885, il étudie à la Metropolitan School of Art).
Contemporain de Wilde, il oscille longtemps entre le Londres décadent de la fin du XIXe siècle et l'Irlande en pleine ébullition indépendantiste. Ses premières poésies se caractérisent par un usage marqué de symboles repris de traditions diverses (irlandaise, kabbale, catholicisme, grecque et romaine). La poésie de Yeats à cette période est largement imprégnée de mythes et de folklore irlandais mais aussi de la diction des vers pré-raphaélites. C'est Percy Bysshe Shelley qui exerce alors sur lui la plus grande influence et cela demeurera ainsi tout au long de sa vie.
Fortement influencé par le théâtre Nô, Yeats traduit par ailleurs cette influence dans son style littéraire, contrairement à Brecht chez qui cette influence est principalement théâtrale.
Ce style de jeunesse, marqué par l'imaginaire et le spirituel, laisse peu à peu la place au réel, dans le prolongement de sa rencontre avec Maud Gonne, dont l'influence sur Yeats est considérable tout au long des années.

### Une rencontre déterminante: Maud Gonne

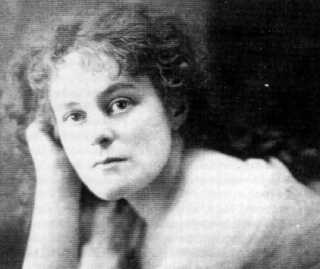
Maud Gonne vers 1900.

En 1889, Yeats rencontre Maud Gonne (1866-1953), une jeune héritière de vingt-trois ans qui commençait alors à se consacrer au mouvement nationaliste irlandais. Maud Gonne, admiratrice du poème The Isle of Statues, avait cherché à rencontrer son auteur. Yeats développera alors une passion immodérée pour sa beauté et ses manières franches, influence qui aura un effet déterminant et durable sur sa poésie et sa vie à venir. En 1891, Yeats propose une vie commune à Maud Gonne, mais elle refuse. Il lui adressa notamment le poème When You Are Old paru en 1893 dans The Rose, son second recueil.
Il rencontre Olivia Shakespear (1863-1938) en 1894 et a une longue aventure avec elle, jusqu'en 1897. Elle le quitte à cause de son obsession pour Maud Gonne. Il propose à nouveau à cette dernière une vie commune, par trois fois en 1899, 1900 et 1901. Elle épouse finalement en 1903 le nationaliste catholique John MacBride.
Cette même année Yeats séjourne quelque temps en Amérique.

### Le Renouveau de la littérature irlandaise et l'Abbey Theatre

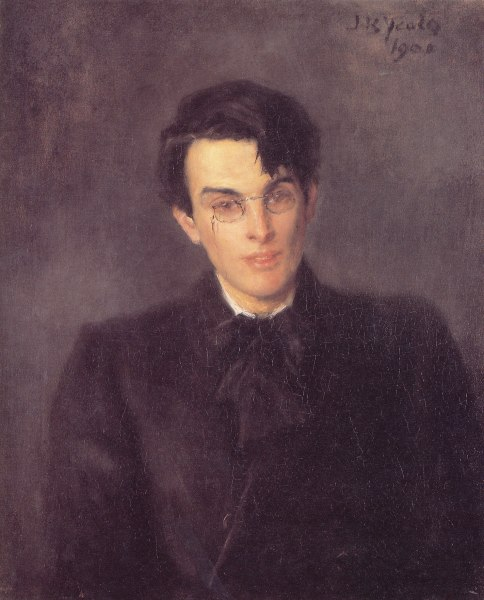
Portrait par son père, John Butler Yeats, vers 1900.

En 1896, il est présenté à Isabella Augusta Gregory (Lady Gregory, 1852-1932, dramaturge) par leur ami commun Edward Martyn (1859-1923, dramaturge). Lady Gregory encourage le nationalisme de Yeats et le persuade de continuer à écrire des pièces de théâtre. Bien qu'influencé par le Symbolisme français, Yeats se concentre sur des textes d'inspiration irlandaise ; ce penchant est renforcé par l'émergence d'une nouvelle génération d'auteurs irlandais.
Il rencontre Helena Blavatsky (1831-1891) à Londres, et est membre de la Société théosophique, et Grand Maître de 1901 à 1903 de l'Hermetic Golden Dawn (1888-1905), la plus grande organisation initiatique du XIXe siècle.
Avec Lady Gregory, Martyn et d'autres écrivains parmi lesquels J M Synge, Seán O'Casey, et Padraic Colum, Yeats fonde le mouvement littéraire connu sous le nom de Irish Literary Revival. Ce groupe acquiert une propriété à Dublin où ils ouvrent l'Abbey Theatre le 27 décembre 1904. L'actrice-administratrice Florence Farr, amie de Yeats, aide au développement de ce théâtre. La pièce de Yeats Cathleen Ni Houlihan et celle de Lady Gregory, Spreading the News, sont données lors de la soirée d'ouverture. Yeats continue à s'occuper de ce théâtre jusqu'à sa mort, à la fois comme membre du comité de direction et comme dramaturge.
Le 20 octobre 1917, quelques semaines après que la fille de Maud, Iseult Gonne, a refusé sa demande en mariage, Yeats épouse Georgie Hyde-Lees (1892-1968), adepte de l'écriture automatique. De cette union naissent deux enfants, Anne et Michael.

### Consécration mondiale (Prix Nobel) et dernières années

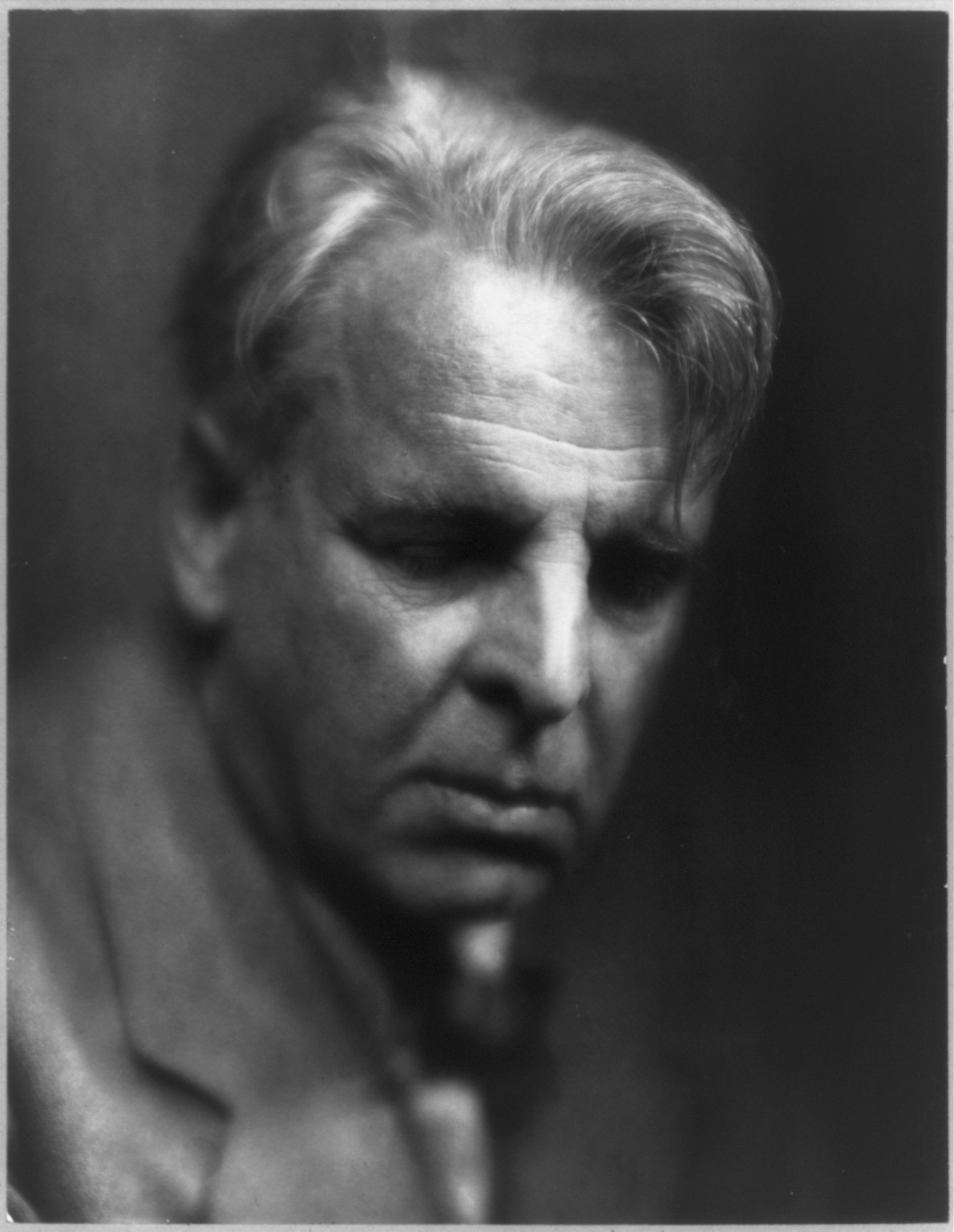
Yeats en 1933. Photographe inconnu, Bibliothèque du Congrès.

William Butler Yeats reçoit le prix Nobel de littérature en 1923. Le comité Nobel qualifie alors son œuvre de « poésie toujours inspirée, dont la forme hautement artistique exprime l'esprit d'une nation entière ».
Durant les dernières années de sa vie, à partir de 1935, il entretient une abondante correspondance avec Dorothy Wellesley (en) (1889-1956), duchesse de Wellington qui fut l’amante d’une lady, d’une journaliste et côtoya Virginia Woolf (1882-1941). Publiées pour la première fois en français par les éditions La Coopérative en 2018, ces Lettres sur la poésie donnent de nombreux détails sur la vision littéraire et la vie de l'écrivain, au cours des quatre années précédant sa mort.
Yeats, au soir de sa vie, se tient à distance tant de la religion que de la politique pour se consacrer essentiellement à sa poésie : il « renoue avec les traditions les plus populaires de la poésie de langue anglaise et écrit de nombreuses ballades, dont plusieurs font aujourd’hui partie du patrimoine littéraire non seulement irlandais mais aussi anglo-saxon ». Sa volonté est claire, ainsi exprimée à sa correspondante : « J’ai retrouvé la capacité d’émouvoir l’homme du peuple que j’avais dans ma jeunesse. Les poèmes que je peux écrire maintenant feront partie de la mémoire collective. »
Il se concentre par ailleurs sur l'édition de son anthologie de la poésie de langue anglaise de son temps, entreprise qui suscite enthousiasme et mécontentement, Yeats n'hésitant pas à laisser de côté certains poètes anglophones importants, notamment ceux qu'il appelle « poètes de la guerre » tels que Wilfred Owen et Rupert Brooke. Yeats lui-même se réjouit du débat que provoquent ses choix, ainsi qu'il l'écrit à Dorothy Wellesley : « Il est agréable de savoir que la poésie peut provoquer de telles frénésies ».

### Mort

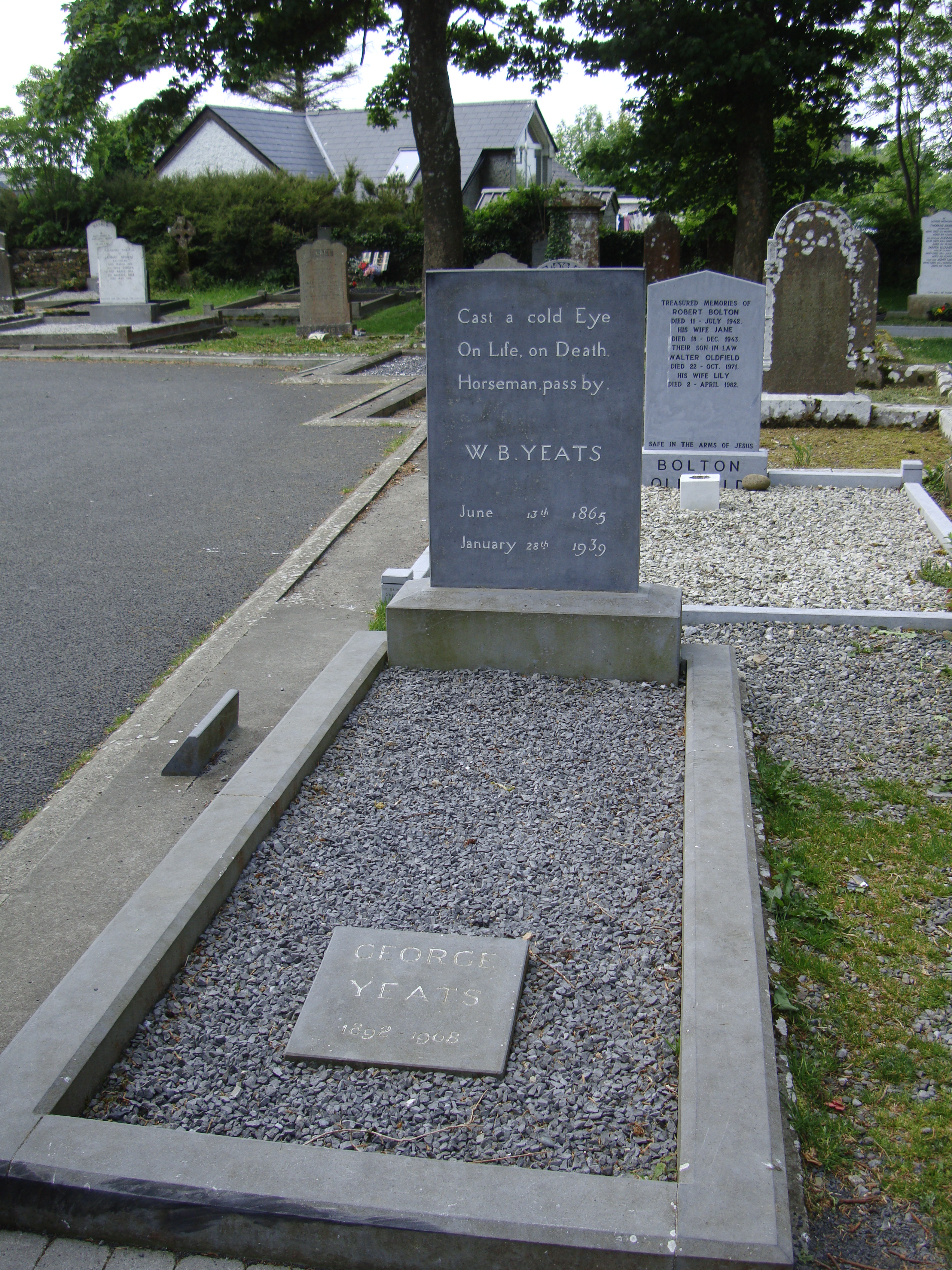
Tombe de W.B. Yeats à Drumcliff.

Yeats, sachant sa mort proche et la vanité de tout hommage, écrit dans l’un de ses derniers poèmes intitulé Au pied de Ben Bulben, dans lequel il demande à reposer au pied d'une colline qui surplombe Drumcliff.

« Dans le cimetière de Drumcliff, Yeats repose,
…
Au bord de la route une antique Croix.
Aucun marbre ne pérore sur une perte publique,
Sur un bloc de calcaire d’une carrière voisine
Sur son ordre on a gravé ces mots :
Regarde d’un œil froid
La vie, la mort.
Cavalier, passe ton chemin ! »

W. B. Yeats meurt à Roquebrune-Cap-Martin le 28 janvier 1939. Il est tout d'abord enterré dans le cimetière du village, avant que ses restes soient transportés en 1948 dans le cimetière de l'église protestante de Drumcliff, dans le comté de Sligo en Irlande.
Sa pierre tombale porte les trois derniers vers du poème précédemment cité :

« Cast a cold Eye
On life, on death.
Horseman, pass by! »

## Influences
Les influences que subit Yeats sont multiples : d'abord imprégné du symbolisme de Maeterlinck, son écriture, d'un nationalisme patriotique aigu (Cathleen Ni Houlihan ; 1902), tantôt fantaisiste (La Terre du Désir et du Cœur; 1894), tantôt dramatique, est ensuite altérée par Axël, la célèbre pièce de Villiers de L'Isle-Adam, pièce qui fera émerger dans l'esprit de Yeats, d'une part, d'un point de vue spirituel ce qu'il qualifiera de « War of Orther », lutte de l'esprit et de la matière, et d'autre part, d'un point de vue esthétique, l'expressivité fondamentale et puissante du symbolisme, esthétique qu'il exprimera notamment à travers sa pièce Les Ombres sur la Mer (1894-1897). Tout en restant essentiellement nationaliste, sa thématique perd de son patriotisme laissant place à un renouvellement de sa technique à travers l'expressivité rituelle du théâtre dont Yeats avait toujours été convaincu, rituel qu'il trouve au Japon, dans le théâtre traditionnel Nô. C'est sous cette influence qu'il écrit le cycle de Curchulain.

## Œuvres

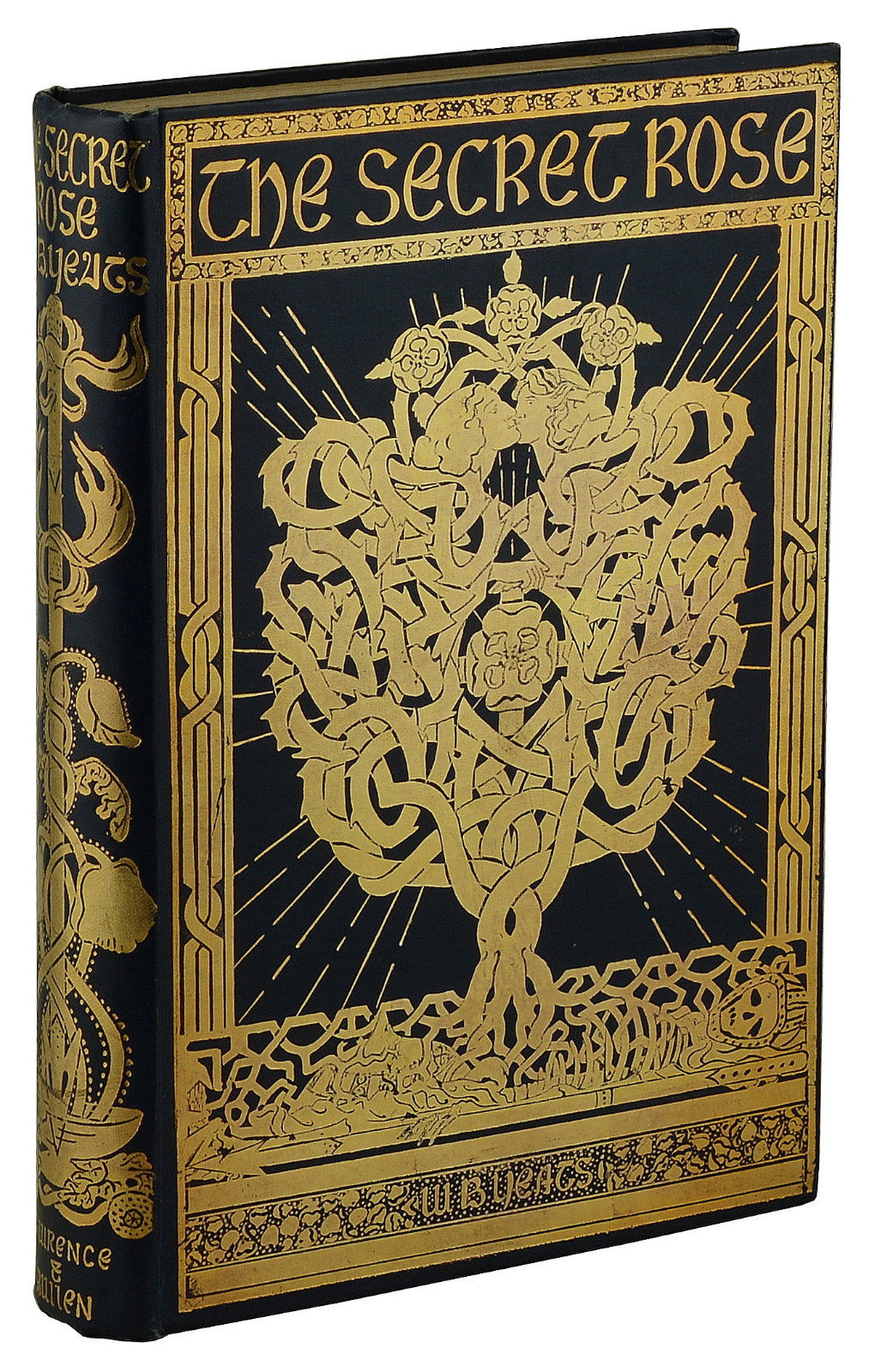
The Secret Rose, 1897, couverture dessinée par Althea Gyles.

- The Wanderings of Oisin and Other Poems, 1889
  - Les Errances d'Oisin, trad. Jacqueline Genet, François Xavier Jaujard et Jean-Yves Masson, Éditions Verdier, 2003 •  (ISBN 978-2-86432-396-9)
- John Sherman, roman, 1891, trad. et préface de Jean-Yves Masson, Éditions La Coopérative, 2022, 144 p.,  (ISBN 979-10-95066-52-1)
- The Countess Cathleen, théâtre, 1892
  - La Comtesse Catherine, théâtre, trad. Jacqueline Genet 1997, Éditions de L'Arche, 2003 •  (ISBN 978-2-85181-394-7)
- The Celtic Twilight, 1893
  - Crépuscule celtique, trad. Jacqueline Genet
- The Land of Heart's Desire, ill. de Pamela Colman Smith, 1894
  - Le Pays du désir du cœur, ou La Terre du désir du cœur
- The Secret Rose, 1897
  - Les Histoires de la rose secrète
- Crossways
  - La Croisée des chemins
- The Rose
  - La Rose
- William Blake and his illustrations to the Divine Comedy, The Savoy, juillet, août et septembre 1896
  - William Blake et ses illustrations pour la Divine Comédie
- The Wind Among the Reeds, 1899
  - Le Vent parmi les roseaux ou Le Vent dans les roseaux, trad. André Pieyre de Mandiargues, eaux-fortes de Miro, O. L. V., 1972.
- The Shadowy Waters, 1900
  - Des ombres sur les eaux
- Cathleen Ní Houlihan, 1902
  - Catherine à Houlihan, trad. Jacqueline Genet
- On Baile's Strand, théâtre, 1903
  - Sur le rivage de Baile, théâtre, trad. Jacqueline Genet, publiée dans le recueil Dix pièces, Éditions de L'Arche, 2000 •  (ISBN 978-2-85181-458-6)
- The Hour glass, théâtre, 1903
  - Le Sablier, théâtre, trad. Jacqueline Genet, publiée dans le recueil Dix pièces, Éditions de L'Arche, 2000 •  (ISBN 978-2-85181-458-6)
- The Only Jealousy of Emer, théâtre
  - La Seule Jalousie d'Emer, théâtre, trad. Jacqueline Genet, publiée dans le recueil Dix pièces, Éditions de L'Arche, 2000 •  (ISBN 978-2-85181-458-6)
- The Death of Cuchulain (La Mort de Cuchulain)
- Deirdre, 1907,
  - Deirdre, trad. Jacqueline Genet
- The Unicorn from the stars, 1908
  - La Licorne des étoiles, théâtre, trad. Jacqueline Genet, publiée dans le recueil Dix pièces, Éditions de L'Arche, 2000 •  (ISBN 978-2-85181-458-6)
- The Green Helmet, 1910
  - Le Heaume vert, théâtre, trad. Jacqueline Genet, publiée dans le recueil Dix pièces, Éditions de L'Arche, 2000 •  (ISBN 978-2-85181-458-6)]
- Autobiographies, 1 : Reveries over childhood and youth, 1915 (essai autobiographique)
  - Autobiographie, 1 : Enfance et jeunesse resongées
- At the Hawk's Well, théâtre, 1916
  - Au puits de l’épervier[2] ou À la source de l'épervier, théâtre, publiée dans le recueil Dix pièces, Éditions de L'Arche, 2000 •  (ISBN 978-2-85181-458-6)]
- At the source of the Falcon, 1917
  - À la source du Faucon, théâtre, trad. Pierre Leyris, publiée dans le recueil Trois Nôs irlandais, avec une préface de Kathleen Raine, Éditions José Corti, 1999 •  (ISBN 978-2-71430-523-7)
- The Wild Swans at Coole, poésie, 1919
  - Les Cygnes sauvages à Coole, poésie, trad Jean-Yves Masson, Éditions Verdier, 1991 •  (ISBN 978-2-86432-120-0)
- Michael Robartes and the Dancer, 1921
  - Michael Robartes et la danseuse, trad. Jean-Yves Masson
- Four Plays for Dancers, 1921
  - Quatre pièces pour danseurs
- Per amica silentia lunae
  - Per amica silentia lunae
- Autobiographies, 2 : The Trembling of the Veil, 1922 (essai autobiographique)
  - Autobiographie, 2 : Le Frémissement du voile
- A vision, 1925
  - Une vision
- Autobiographies, 1927
  - Autobiographies
- The Tower, 1928
  - La Tour, trad. Jean-Yves Masson
- The Winding Stair, 1933
  - L'Escalier en spirale, trad. Jean-Yves Masson
- Essays and Introductions
  - Essais et introductions
- A Full Moon in March, 1935
  - Pleine lune en mars
- The Pot of Broth (théâtre)
  - Le Pot au feu ou Le Pot de bouillon
- Autobiographies, 3 : Dramatis personae, 1936 (essai autobiographique)
  - Autobiographie, 3 : Dramatis personae
- Last Poems, 1939
  - Derniers Poèmes, trad. Jean-Yves Masson
- William Butler Yeats, Essais et introductions, éd. et trad. sous la dir. de Jacqueline Genet, Paris, PUPS, 2011
- Poèmes de W.B. Yeats (Éd. du Vieux-Colombier, préface d'Edmond Jaloux, trad. Alliette Audra, 1956)
- Lettres sur la poésie – correspondance avec Dorothy Wellesley, trad. Livane Pinet-Thélot, Éditions La Coopérative, 2018
- William Butler Yeats, Choix de poèmes (bilingue) - Choix, présentation et traduction de l'anglais par Claude-Raphaël Samama, Editions Petra, 2018
- William Butler Yeats, Ainsi parlait W. B. Yeats, dits et maximes de vie choisis et traduits par Marie-France de Palacio, bilingue, éditions Arfuyen, 2021.

## Postérité

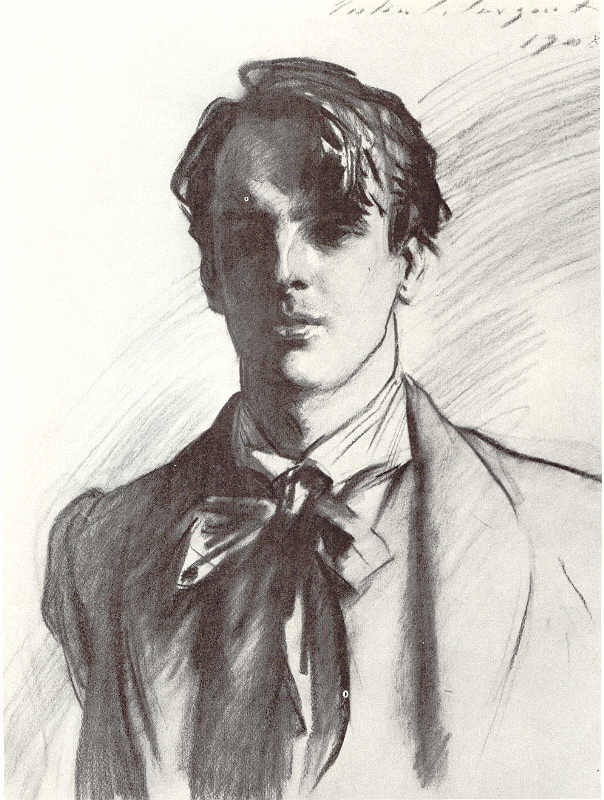
John Singer Sargent, Portrait of W. B. Yeats, 1908.

### Littérature
Dans son Discours à l'Académie suédoise prononcé à Stockholm le 10 décembre 2014 lors de la remise du prix Nobel de littérature et publié peu après aux éditions Gallimard, Patrick Modiano cite longuement le poème de Yeats Les Cygnes sauvages à Coole (dans la traduction de Jean-Yves Masson, publiée aux éditions Verdier).
Michel Déon, dans Un taxi mauve (édition Gallimard, 1973) fait référence à Yeats au travers d'une réplique de l'irlandais Dr Seamus : « Les Français étant à peu près le seul peuple civilisé sur terre, vous devez savoir qui est William Butler Yeats. Et bien, monsieur, tel que vous me voyez, j'ai été son grand ami. J'étais à Roquebrune quand il est mort. » (Collection Folio, p. 253)

### Musique
Son poème The Second Coming a été mis en musique et en images par Gestalt Orchestra.
La compositrice Rebecca Clarke met en musique deux de ses poèmes dans son recueil Yeats Song : Shy one et The Cloths of Heaven.
En 1971, en plein renouveau des revendications autonomistes irlandaises, Donovan (Donald Mac Leitch), chanteur écossais des années Flower power, transforma ce poème en un chant The song of Wandering Aengus dans son double album H.M.S. Donovan.
En 1986, Angelo Branduardi consacre un album entier à W. B. Yeats (Branduardi canta Yeats) avec dix poèmes mis en musique et adaptés en italien ; cinq de ces chansons font l'objet d'un enregistrement en public (Senza spina).
William Butler Yeats est mentionné dans la chanson Cemetery Gates du groupe de rock anglais The Smiths présente sur l'album The Queen Is Dead (1987).
En 1994, Loreena McKennitt met en musique son poème The two trees dans l'album The mask and mirror.
En 1998, le groupe Agalloch met en musique son poème The Sorrow of Love dans l'EP Of Stone, Wind, & Pillor.
La chanson Yeat's Grave du groupe irlandais The Cranberries évoque le poète et sa vie.
En 2010 et 2011, le groupe The Waterboys adapte plusieurs poèmes de Yeats et les présente dans un spectacle intitulé An appointment with Mr Yeats présenté en Irlande et en Angleterre. L'album sort le 19 septembre 2011.
En 2021, le groupe Feu! Chatterton met en chanson le poème Before the World Was Made, traduit par Yves Bonnefoy. La chanson Avant qu'il n'y ait le monde figure sur l'album Palais d'argile.

### Cinéma
- Dans la série Les Soprano, Anthony John Soprano Jr. lit et récite dans son lit le poème The Second Coming, dans l'épisode 19 de la saison 6.
- Dans le film Equilibrium, Partridge récite les derniers vers de He Wishes For The Cloths Of Heaven.
- Dans le film Memphis Belle, Danny Daly récite le poème An Irish Airman foresees his Death. Compte tenu du scénario du film, le poème de l'adaptation ne fait plus référence à l’Irlande.
- Dans la série The Leftlovers, Patti cite le poème He Bids His Beloved be at Place avec les vers "O vanity of Sleep à their tumultous feet" dans l'épisode 8 de la saison 1.
- Dans la série Flynn Carson et les Nouveaux Aventuriers, Lamia porte un tatouage citant le poème The Second Coming avec les vers "The blood-dimmed tide is loosed, and everywhere The ceremony of innocence is drowned", décrypté du latin par Jacob Stone l'épisode 1 de la saison 1.